# Joanna Kozińska-Frybes
Joanna Krystyna Kozińska-Frybes (ur. 1959 w Warszawie) – polska dyplomatka w stopniu ambasadora tytularnego, Konsul Generalna w Barcelonie (2002–2006), Los Angeles (2009–2013), Lyonie (2016–2020); ambasador RP w Meksyku (1993–1999) oraz na Kubie (od 2023).

## Życiorys
W latach 80. czynnie uczestniczyła w niezależnym ruchu studenckim w Polsce. W 1985 uzyskała tytuł magistra filologii hiszpańskiej na Uniwersytecie Warszawskim w oparciu o pracę na temat historii teatru prekolumbijskiego (Świat widowisk prekolumbijskich). Represje polityczne wobec jej męża, Marcina Frybesa, zmusiły oboje do wyjazdu z kraju w 1985. Joanna Kozińska Frybes kontynuowała studia z zakresu historii Ameryki Łacińskiej w Instytucie Hispanistycznym na Sorbonie (Paris III), uzyskała dyplom DEA na podstawie pracy dotyczącej teatru kolonialnego. Dzięki uzyskanym grantom naukowym, prowadziła i publikowała badania we Francji, Hiszpanii, Meksyku, Gwatemali i w Peru.
Po powrocie do Polski, rozpoczęła w 1992 pracę w Ministerstwie Spraw Zagranicznych.  W 2000 została urzędniczką mianowaną służby cywilnej. W 2008 otrzymała stopień ambasador tytularnej. Sprawowała następujące funkcje: Sekretarza Generalnego Polskiego Komitetu ds. UNESCO (1992–1993), Ambasadora RP w Meksyku (1993–1999), Dyrektorki Departamentu Współpracy Kulturalnej i Naukowej w MSZ (1999–2002), Konsul Generalnej RP w Barcelonie (2002–2006), Zastępczyni Dyrektora Departamentu Konsularnego w MSZ (2006–2009), Konsul Generalnej w Los Angeles (2009–2013) oraz zastępczyni dyrektora Departamentu Współpracy z Polonią i Polakami za Granicą (2013–2016). Od 2016 do 30 września 2020 była Konsul Generalną w Lyonie. Od 1 października 2020 do 30 września 2021 zastępczyni dyrektora Biura Dyrektora Politycznego MSZ, a następnie zastępczyni dyrektora Departamentu Współpracy z Polonią i Polakami za Granicą. 9 marca 2023 została mianowana ambasador RP na Kubie. Stanowisko objęła 10 sierpnia 2023.
Włada biegle francuskim, hiszpańskim i angielskim; komunikatywnie portugalskim i rosyjskim.
Odznaczona Srebrnym Krzyżem Zasługi za zasługi w służbie dyplomatycznej (2005) oraz odznaką honorową „Zasłużony dla Kultury Polskiej”.